# Lehr Ferenc
Lehr Ferenc (Budapest, 1950. július 7. – 2016. február 24.) magyar humorista, előadóművész.

## Élete
1968-ban érettségizett a Bolyai János Textilipari Technikumban. 1970-ig a szakmajában dolgozott. A Magyar Televízió 1977-es Ki mit tud? műsorában tűnt fel a fődíjas Gúnya együttesben, ahol társa Rácz Mihály volt. 1983 és 1995 között az Atléta Trió tagja volt Boncz Gézával és Fogarasi Jánossal. 1996-ban a humoristák rockegyüttesének, az Aladdin és a Skodalámpa tagja volt.
Rendszeresen fellépett a Rádiókabaré műsorában. 
Lehr Ferenc Angliába költözött a feleségével, három gyerekük közelében akartak élni. A surányi házuknál az ereszcsatornát tisztította, de megcsúszott és lezuhant, két nappal a baleset után 2016. február 24-én hunyt el.

## Munkái
- Kis magyar burleszk (tv, Rácz Mihállyal)
- Lehrsport (tv, 1996)

## Díjai
- Egymillió fontos hangjegy,  tv-fesztiváldíj (1989)
- a Rádiókabaré nívódíja (1989)
- TV-nívódíj (1995)